# Assawompset
Assawompset, Pleme (Sultzman) i selo (Hodge) Wampanoag Indijanaca što je do 1674. postojalo na području kasnijeg Middleborough tp-a u Massachusettsu. Spominju ga Bourne (1674) kao Assoowamsoo i Rawson i Danforth (1698). 

## Vanjske poveznice
- Wampanoag History  Arhivirana inačica izvorne stranice od 4. srpnja 2013. (Wayback Machine)